# Aéroport de Ras Al-Mishab
L'aéroport de Ras Al-Mishab est un petit aérodrome militaire, situé dans le complexe naval de Ras Al-Mishab sur le golfe Persique, à environ 200 km au nord de Dammam, dans la province orientale de l'Arabie saoudite. 

## Historique
Les installations ont été utilisées durant les années 1990, pendant la guerre du Golfe par les Forces armées des États-Unis. 
Un C-130 Hercules de la Royal Saudi Air Force s'est écrasé pendant l'approche de l'aéroport, à cette époque, dans l'obscurité et le brouillard, à 4 h 45 le 21 mars 1991, principalement en raison de l'épaisse fumée noire provenant des centaines de puits de pétrole incendiés du Koweït voisin : 98 morts (92 Sénégalais et 6 Saoudiens).

## Installations
L'aérodrome dispose d'une piste, de 3 370 mètres de long et 30 mètres de large, avec des lumières et un système d'aide à l'atterrissage aux instruments (ILS). Plusieurs parkings proches sont proposés.